# Зареченское (Калининградская область)
Зареченское — поселок в Правдинском районе Калининградской области.

## География
Находится в южной части Калининградской области на расстоянии приблизительно 30 км на восток-юго-восток по прямой от административного центра района города Правдинск.

## История
Населенный пункт назывался ранее Гросс Зоброст до 1928 года, Зоброст до 1947 года. В составе Правдинского района с 2006 по 2015 год входил в Железнодорожное городское поселение.

## Население
Численность населения: 111 человек (русские 50 %) в 2002 году, 92 в 2010.